# Fétombaga
Fétombaga est une localité située dans le département de Doride la province de Séno dans la région Sahel au Burkina Faso.